# 餓狼伝 Breakblow
『餓狼伝 Breakblow』（がろうでん ブレイクブロウ）は、2005年11月17日発売のPlayStation 2用ゲームソフト。夢枕獏原作・板垣恵介作画の漫画『餓狼伝』をゲーム化した作品である。
2007年3月15日には、新キャラクターを追加した続編『餓狼伝 Breakblow Fist or Twist』が発売された。

## キャスト
- グレート巽 / 泉宗一郎 / 片岡輝夫 - 稲田徹
- 長田弘 / クライベイビー・サクラ - 江川央生
- 松尾象山 - 大塚周夫
- 姫川勉 - 岡本寛志
- チャック＝ルイス / 柔道家 - 笹嶋和人
- 丹波文七 - 中井和哉
- 久保涼二 / 藤巻十三 / キックボクサー - 中尾良平
- 梶原年男 / チンピラ - 根本幸多
- 堤城平 / 久我重明 / ヤクザ - 平井啓二
- 神山徹 / 範馬勇次郎 - 堀秀行
- 鞍馬彦一 / 安原健次 / 井野康生 - 吉水孝宏